# 柏崎バイパス
柏崎バイパス（かしわざきバイパス）は、新潟県柏崎市内を東西に横断する、全長11.0 km（キロメートル）の国道8号のバイパス道路である。
現在は国道252号から西側の区間（延長6.2 km）と新豊田橋および周辺の区間（延長0.5 km）が供用されている。
なお、柏崎市土合から同市鯨波に至る旧来の国道8号も、元々は「柏崎バイパス」の名称で整備されたもので（それ以前の国道8号は柏崎中心市街地や海岸線などを経由していた）、その経緯を基にすれば「バイパスのバイパス」ともいえる。

## 概要

### 路線データ
柏崎バイパスのパンフレットデータに基づく起終点などは次のとおり。
- 起点：新潟県柏崎市長崎
- 終点：新潟県柏崎市鯨波
- 延長：11.0 km
- 規格：第3種第1級
- 道路幅員
  - 一般部：28.0 m（完成4車線）、10.5 m（暫定2車線）
  - 橋梁部：26.5 m（完成4車線）、12.25 m（暫定2車線）
  - トンネル部：11.25 m（1期線）、9.25 m（2期線）
- 車線数：暫定2車線（完成4車線）
- 車線幅員：3.5 m
- 設計速度：80 km/h

## 歴史
- 1987年度（昭和62年度）：事業化[3]。
- 1989年（平成元年）7月28日：都市計画決定[4]。
- 1991年度（平成3年度）：用地買収に着手[3]。
- 1993年度（平成5年度）：着工[3]。
- 2002年（平成14年）10月28日：柏崎市茨目 - 柏崎市城東間（2.6 km）暫定2車線で供用開始[3][5]。
- 2005年（平成17年）12月25日：柏崎市山本 - 柏崎市東原町間（0.5 km）暫定2車線で供用開始[3]。
- 2020年（令和2年）7月3日：柏崎トンネル貫通[6]。
- 2022年（令和4年）11月27日：柏崎市城東 - 柏崎市鯨波間（3.6 km）暫定2車線で供用開始[7]。

## 路線状況

### 道路施設

#### トンネル・橋
- 新豊田橋（供用済・延長149 m）[3]
- 柏崎高架橋（供用済・延長727 m）[3]
- 新鵜川橋（供用済・延長178 m）[3]
- 柏崎トンネル（供用済・延長1,348 m）[3]

## 地理

### 通過する自治体
- 新潟県
  - 柏崎市

### 交差する道路
- 上側が起点側、下側が終点側。左側が上り側、右側が下り側。
- 路線名の特記がないものは市道。

| 施設名                   | 接続路線名          | 接続路線名          | 備考         | 所在地 |
| ------------------------ | ------------------- | ------------------- | ------------ | ------ |
| 国道8号 長岡方面         |                     |                     |              |        |
| 長崎                     | 国道116号           | -                   | 現道拡幅区間 | 柏崎市 |
| 土合                     | 県道215号荒浜中田線 | 県道215号荒浜中田線 | 現道拡幅区間 | 柏崎市 |
| （山本）                 |                     |                     | 現道拡幅区間 | 柏崎市 |
|                          |                     |                     |              | 柏崎市 |
| （東原町）               | 国道8号（現道）     | 国道8号（現道）     |              | 柏崎市 |
| （田塚）                 | 県道11号柏崎小国線  | 県道11号柏崎小国線  |              | 柏崎市 |
| 茨目                     | 国道252号           | 国道252号           |              | 柏崎市 |
| 希望が丘                 | 県道522号野田西本線 | 県道522号野田西本線 |              | 柏崎市 |
| 城東                     | 国道353号           | 国道353号           |              | 柏崎市 |
| 天神町                   | -                   | 国道8号（現道）     |              | 柏崎市 |
| 御野立公園               | 県道369号黒部柏崎線 | -                   |              | 柏崎市 |
| 国道8号 上越・糸魚川方面 |                     |                     |              |        |

### 接続するバイパスの位置関係
（京都方面）笠島バイパス - 現道 - 米山大橋 - 現道 - 柏崎バイパス - 現道 - 長岡バイパス（新潟方面）